# Samuel de Ranitz

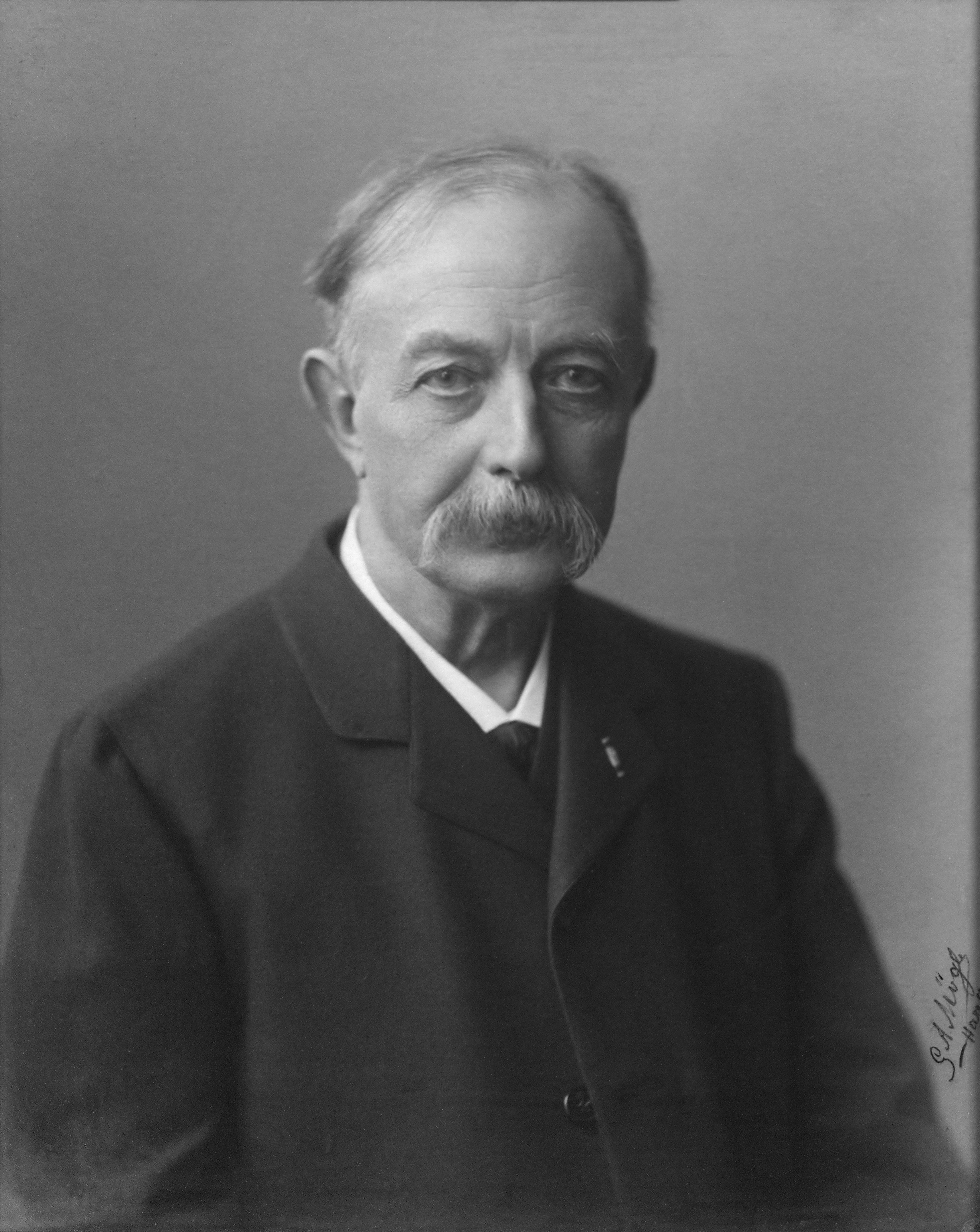
S. de Ranitz

Samuel de Ranitz (Groningen, 22 augustus 1834 - Den Haag, 18 januari 1913) was een Nederlandse arts.

## Biografie
De Ranitz, lid van de familie De Ranitz, was een zoon van Herman de Ranitz (1794 – 1846) en Maria Elisabeth Crommelin.(1803 – 1887). Hij studeerde in Groningen en Leiden medicijnen. Hij promoveerde in Leiden op het proefschrift “Over de keering op de voeten naar aanleiding der waarnemingen in de verloskundige klinieken te Leyden van 1848-1860”. Hierna volgden promoties in de verloskunde (1861) en stellingen in de chirurgie (1863).
De Ranitz werd in 1861 stadsdokter in Amsterdam, waar hij zich het lot van zieke kinderen aantrok. Na overleg met de hoogleraren G.E. Voorhelm Schneevoogt en G.D.L. Huet besloot hij tot een oprichting van een kinderziekenhuis. Met steun van enige invloedrijke Amsterdammers kon het ziekenhuis in 1865 aan de Oudezijds Achterburgwal worden geopend. Zeven jaar later werd er een nieuw pand aan de Sarphatistraat betrokken. De naam Emma Kinderziekenhuis dateert van 1899, koningin-moeder Emma werd in dat jaar beschermvrouwe van het ziekenhuis. In 1908 volgde zijn zoon Edzard Johan (1873-1941) hem op als geneesheer-directeur. 
Samuel trouwde op 25 juli 1867 met Katharina Femmina Lidia Josina van der Leeuw. Uit dit huwelijk werden 4 zoons geboren. Na haar overlijden op 16 september 1874 trouwde hij op 9 juni 1887 met Jacqueline Adriene van der Goes. Uit dit huwelijk werd een zoon geboren. Na haar overlijden op 31 januari 1896, trouwde hij op 29 september 1898 met jkvr. Allegonda Maria van Holthe. Ook uit dit huwelijk werd een zoon geboren, Sebastiaan.
Bij Koninklijk Besluit van 6 augustus 1906, nr. 30, werd hij in de adelstand verheven met het predicaat jonkheer.